# قانون التعقيم في الولايات المتحدة
قانون التعقيم هو القانون الذي يبحث في حقوق الإنجاب، والذي يعطي الشخص الحق في اختيار أو رفض التعقيم الإنجابي ويحكم متى يجوز للحكومة تقييد هذا الحق الأساسي. يشمل قانون التعقيم القانون الدستوري الفيدرالي وقانون الولاية، والقانون التشريعي، والقانون الإداري، والقانون العام. تركز هذه المقالة بشكل أساسي على القوانين المتعلقة بالتعقيم الإجباري التي لم تُلغى أو التي أُلغيت ولا تزال قوانين جيدة، كليًا أو جزئيًا، في كل ولاية قضائية.

## القانون الاتحادي

### المحكمة العليا الأمريكية
في قضية باك ضد بيل، قضت المحكمة العليا في الولايات المتحدة في رأي الأغلبية الذي كتبه القاضي أوليفر ويندل هولمز جونيور بأن قانون الولاية الذي يسمح بالتعقيم الإجباري لمن هم غير لائقين، بمن فيهم المعاقون عقليًا، «لحماية الصحة والدولة» لم تنتهك بند الإجراءات القانونية في التعديل الرابع عشر لدستور الولايات المتحدة.
في قضية سكينر ضد ولاية أوكلاهوما، قضت المحكمة العليا للولايات المتحدة بأن قانون التعقيم الإجباري في أوكلاهوما ينطبق على «المجرمين المعتادين» لكنه أعفى المدانين بجرائم ذوي الياقات البيضاء ينتهك بند الحماية المتساوية في التعديل الرابع عشر.
قرار ستامب ضد سباركمان لعام 1978 هو القرار الرائد للمحكمة العليا للولايات المتحدة بشأن الحصانة القضائية. وتورطت في القضية قاضية من ولاية إنديانا رفعت امرأة شابة دعوى قضائية عليها بسبب تعقيمها لها بدون علمها باعتبارها قاصرًا وفقًا لأمر القاضي. ورأت المحكمة العليا أن القاضي محصن من المقاضاة لإصدار الأمر لأنه صدر كوظيفة قضائية. وقد وصفت هذه القضية بأنها واحدة من أكثر القضايا إثارة للجدل في تاريخ المحكمة العليا الحديث.

### محاكم المقاطعات ومحاكم الاستئناف الأمريكية
في عام 2007، استمعت محكمة الاستئناف في الولايات المتحدة لدائرة مقاطعة كولومبيا إلى قضية دو اكس ريل تارلو ضد مقاطعة كولومبيا. أيدت المحكمة قانون مقاطعة كولومبيا لعام 2003 الذي ينص على شروط السماح بإجراء جراحي غير طارئ على شخص غير كفء عقليًا. بموجب تفسير محكمة الاستئناف للنظام الأساسي، يجب على محكمة مقاطعة كولومبيا تطبيق معيار «المصلحة الفضلى للمريض» على الشخص غير المؤهل على الإطلاق، ويجب على المحكمة تطبيق معيار «الرغبات المعروفة للمريض» للشخص الذي كان مؤهلًا عقليًا في وقت سابق.
في قضية فون ضد روف عام 2001، رفع زوج وزوجة دعوى قضائية ضد ثلاثة أخصائيين اجتماعيين لإكراه زوجته، «التي شُخصت أنها متخلفة عقليًا قليلًا»، على الحصول على تعقيم كشرط لاستعادة أطفالهم من حضانة الدولة. قضت محكمة الاستئناف في الولايات المتحدة للدائرة الثامنة بأن الأخصائيين الاجتماعيين لا يتمتعون بالحصانة السيادية ويمكن مقاضاتهم لانتهاكهم حق التعديل الرابع عشر للزوجين لأن متطلبات الإجراءات القانونية الواجبة لإجراء التعقيم محددة بوضوح من قبل قانون باك ضد بيل في هذه الحالة.
يبحث قانون مدرسة ومستشفى بول ولينشبورغ للتدريب بإمكانية وجود انتهاك لحقوق المرضى الذين عُقّموا قسريًا في المستشفى (وهي مؤسسة عقلية تابعة للولاية في فرجينيا) كجزء من برنامج تحسين النسل في أوائل ومنتصف القرن العشرين.

### كود الولايات المتحدة
بموجب القسم رقم 22 من قانون الولايات المتحدة رقم 2151 ب، لا يجوز استخدام المساعدة الأجنبية المستخدمة في التخطيط السكاني ومكافحة فيروس نقص المناعة البشرية والسل والملاريا لتمويل «برنامج الإجهاض القسري أو التعقيم غير الطوعي». 

### البرامج الفيدرالية

#### قسم شؤون المحاربين القدامى
تسمح الإدارة الصحية للمحاربين القدامى بتعقيم مريض غير قادر على إعطاء موافقة مستنيرة، إذا وافق كل من ولي الأمر، وشاهد غير مرتبط بالإدارة الصحية للمحاربين القدامى ليشهد توقيع الوصي على استمارة الموافقة، ولجنة رعاية صحية تبحث في الحاجة إلى الإجراء، ومدير المرفق على الإجراء. 

#### مشاريع تنظيم الأسرة بمساعدة اتحادية
يُسمح لمكتب مساعد وزير الصحة وإدارة الموارد والخدمات الصحية والمعاهد الوطنية للصحة ومراكز السيطرة على الأمراض والكحول وتعاطي المخدرات وإدارة الصحة العقلية وجميع الوكالات المكونة لها بإجراء تعقيم للمريض فقط إذا كان الفرد يبلغ من العمر 21 عامًا على الأقل، وهو غير كفء عقليًا، وأعطى موافقة مستنيرة على الإجراء، ومضى 30 يومًا على الأقل ولكن ليس أكثر من 180 يومًا منذ أن أعطى الفرد موافقته على الإجراء. «لا يجوز للبرامج أو المشاريع التي ينطبق عليها هذا الجزء الفرعي أداء أو الترتيب لإجراء تعقيم لأي فرد غير كفء عقليًا أو فرد مؤسسي».

#### الخدمة الصحية الهندية
مركز خدمة الصحة الهندية هي قسم تشغيل داخل وزارة الصحة والخدمات الإنسانية بالولايات المتحدة. يقدم المركز التعقيم كوسيلة لتنظيم الأسرة. ربط البوق وقطع القناة الدافقة هما الإجراءان الوحيدان اللذان يمكن إجراؤهما لغرض التعقيم الأساسي. يتطلب المركز أن يعطي المريض موافقة مستنيرة على العملية، وأن يكون عمره 21 عامًا على الأقل، وألا يوضع في مؤسسة إصلاحية أو منشأة للصحة العقلية. 

#### خدمات وكالة ميديكائيد
يجب أن تنص خطة الولاية على أن وكالة ميديكائيد ستدفع مقابل إجراء التعقيم إذا كان الفرد يبلغ من العمر 21 عامًا على الأقل، ومؤهل عقليًا، وقد أعطى طواعية موافقة مستنيرة على الإجراء، ويجب أن يحدث ذلك لغرض آخر غير «تقديم الدعم للفرد غير القادر بشكل دائم على الإنجاب». لن تدفع ميديكيد «مقابل تعقيم فرد غير كفء عقليًا أو مؤسسيًا».